# Conainne
Conainne, también conocida como Dachonna, (fallecida después de 500) fue una santa y misionera irlandesa.
Conainne fue una misionera que evangelizó la zona de Soghain en el Condado de Galway. Fundó una iglesia en Cell Conainne ('la iglesia de Conainne'), actualmente Kilconnell, parece que el nombre del más conocido San Connell sustituyó por error el de Connainne/Dachonna después del siglo XVI.
Pudo ser responsable de la fundación de Tigh Dachoinne ("la iglesia de Dachonna"), ahora la ciudad de Tiaquin, Athenry. Se cree que unas sepulturas infantiles conservadas pueden marcar el sitio donde estuvo la iglesia. Además, el cementerio se llama Leacht un Óra ("el monumento de piedra de adoración").
El Martirologio de Oengus dice que era una Uí Maine, y lista su fiesta el 8 de marzo, declarando:

Conainne, i.e., de Cell Conainne en Húi Maini de Connaught, i.e. en Sogan, e hija de la madre de San Senán de Inis Cathaigh.

Esto la convertiría en medio hermana de San Senán. En la vida de Santa Attracta se dice que ella "se acercó a su hermano, San Connell, buscando permiso para levantar un convento cerca de su propia fundación. Pero prevaleció Santa Dachonna para pedir que su hermana no construyera en el área. Santa Attracta cumplió con los deseos de su hermano pero estaba muy disgustada y se dice que denunció a su iglesia".
Los términos irlandeses de cariño, mo y do, se añadían regularmente a los nombres de santos irlandeses y personas seculares, de ahí el origen de su seudónimo diminutivo, Dachonna.